# Alan Boileau
Alan Boileau (Morlaix, 25 de junio de 1999) es un ciclista francés que fue profesional entre 2021 y 2024.

## Trayectoria
Tras conseguir varios éxitos como amateur, en agosto de 2019 tuvo un primer contacto con el profesionalismo siendo stagiaire del equipo Vital Concept-B&B Hotels después de firmar para 2020 con su filial. Su llegada definitiva a la élite se produjo con el mismo equipo en 2021, año en el que logró sus primeras victorias en el Tour de Ruanda.
En 2022 triunfó nuevamente en Ruanda. A final de año, tras la desaparición del equipo, regresó al campo amateur con el VC Rouen 76 con el objetivo de volver al profesionalismo. Lo logró en 2024 después de unirse al Team Philippe Wagner-Bazin que iba a debutar en la categoría Continental. Dos cuartos puestos en etapas del Tour de Bretaña fueron sus mejores resultados de la temporada, tras la cual decidió poner fin a su carrera.

## Palmarés
2021
- 3 etapas del Tour de Ruanda
- 1 etapa del Tour de Saboya

2022
- 1 etapa del Tour de Ruanda

## Equipos
- Vital Concept-B&B Hotels (stagiaire) (2019)[8]
- B&B Hotels-KTM (2021-2022)
  - B&B Hotels p/b KTM (2021)
  - B&B Hotels-KTM (2022)
- Team Philippe Wagner-Bazin (2024)